# Karina Szymańska
Karina Szymańska, po mężu Wiśniewska (ur. 16 stycznia 1975) – polska lekkoatletka, specjalizująca się w biegach długich, medalistka mistrzostw Polski, reprezentantka Polski.

## Kariera sportowa
Była zawodniczką LZS Wąbrzeźno i LKS Promień Kowalewo Pomorskie.
Na mistrzostwach Polski seniorek zdobyła trzy srebrne medale: w biegu przełajowym (3 km) w 1993, w biegu maratońskim w 1998 i 2002. W swojej karierze zwyciężyła w Maratonie Toruńskim (1995), Maratonie Warszawskim (1997, 1998, 1999), maratonach w Ratyzbonie (1999), Lejdzie (1999, 2000), Neumarkt (1999), Krems an der Donau (2000).
W 1993 reprezentowała Polskę na mistrzostwach świata juniorów w biegu przełajowym, zajmując 42. miejsce w biegu na 4 km.
Rekordy życiowe:
- 1500 m: 4.28,97 (17.08.1997)
- 3000 m: 9.35,70 (13.08.1999)
- 5000 m: 16.34,60 (25.11.1999)
- 10 000 m: 34.39,51 (28.06.1998)
- półmaraton: 1:14.09 (29.09.2002)
- maraton: 2:33.20 (13.10.2002)